# Einhorn (Finanzen)
Einhorn (englisch Unicorn) bezeichnet ein Start-up-Unternehmen mit einer Bewertung von über einer Milliarde US-Dollar (weltweit) oder Euro (in Europa), dessen Anteile nicht an einer Börse gehandelt werden. Der Begriff "Einhorn" verweist auf ihre Seltenheit und unterstreicht ihren besonderen Status in der Wirtschaftswelt.
Der Begriff hat sich in den 2010er-Jahren etabliert. Im Juni 2016 listete das Magazin Fortune 174 Start-ups mit Einhorn-Status auf, darunter auch einige europäische Unternehmen. Im Oktober 2022 gab es laut der Analyseseite CB Insights weltweit bereits mehr als 1.200 Unicorns. In Deutschland wurden 36 Unternehmen im Jahr 2022 mit diesem Status gezählt.

## Beschreibung
Aufgrund der Vielzahl von Unternehmen wurde im englischen Sprachraum bereits 2015 angeregt, Unternehmen mit einer Bewertung von über 10 Milliarden US-Dollar abzugrenzen und diese als Decacorns (Zehnhörner) zu bezeichnen. Unternehmen mit einer Bewertung über 100 Milliarden US-Dollar würden entsprechend als Hectocorn (Hunderthörner) bezeichnet. Die Begriffe konnten sich in der Folge jedoch nicht in der Breite durchsetzen.
Die seit 2010 konstant steigende Zahl der Start-ups mit hoher Bewertung liegt unter anderem an einem deutlich späteren Exit der Unternehmen. Lag der Durchschnitt zur Zeit des New-Economy-Booms für einen Börsengang noch bei vier Jahren, so war er Ende 2016 auf elf Jahre angestiegen. Die Unternehmen konnten und können sich über Wagniskapital ausreichend finanzieren. 2021 hob das Kapitalverwaltungssoftware-Unternehmen Eqvista das Wachstum von Privatunternehmen trotz massiver Hindernisse durch die Pandemie hervor: Immer mehr Investoren finanzierten kleine und mittelständische Start-ups mit Potenzial im innovativen Sektor. Auf dem Vormarsch sei insbesondere der technologische Wirtschaftszweig.
Die Kategorisierung von Start-ups als Einhörner ist nicht ohne Kritik geblieben. So drohten bei einem wirtschaftspolitischen Fokus auf das vermehrte Ermöglichen von Einhörnern, wie es die Europäische Union anstrebt, andere Formen von Unternehmertum aus dem Blick zu geraten. Ebenso wird die Definition von Einhörnern als nur oberflächlich präzise charakterisiert, da die Bewertung von privaten Geldgebern vorgenommen wird und nicht von öffentlichen Märkten (Börsen). Ein Fokus auf Einhörner berge auch die Gefahr, vermehrt unethisches Verhalten bei Unternehmern zu verursachen (wie bspw. im Fall Theranos).

## Unternehmen

### Weltweit
Die größten Einhörner weltweit waren:
- Juni 2016: 1. Uber (gegründet 2009), 2. Xiaomi (2010), 3. Airbnb (2008), 4. Palantir (2004), 5. DiDi Kuaidi (2012), 6. Snapchat (2011), 7. China Internet Plus (2003), 8. Flipkart (2007), 9. SpaceX (2002), 10. Pinterest (2010).[3]
- Januar 2020: Ant Group (2014), ByteDance (2012), Infor (2002), DiDi Chuxing (2012), Juul Labs (2015), The We Company (2010), Lu.com (2011), Stripe (2009), Airbnb und SpaceX.[12]
- Juni 2021: 1. ByteDance, 2. Stripe, 3. SpaceX, 4. DiDi Chuxing, 5. Instacart (2012), 6. UiPath (2005), 7. Global Switch (1998), 8. Databricks (2013), 9. Rivian (2009), 10. Nubank (2013).[9]

### Deutschland
In Deutschland gibt es 27 Start-ups mit einer Bewertung von einer Milliarde Euro oder mehr (Stand: Januar 2025): Flink (gegründet 2020), Gorillas (2020), Jokr, Infarm (2013), Chrono24 (2003), Berlin Brands Group (2005) Razor Group (2020), SellerX (2020), Flix (2013), GetYourGuide (2009), Omio (2013), OneFootball (2008), Tier (2018), Mambu, Solaris, Sumup, N26 (2013), Raisin, Taxfix, Scalable Capital, Trade Republic, Clark, Wefox, Celonis, Choco (2018), Contentful, Commercetools (2006), Personio, Staffbase (2014), Forto (2016), Sennder (2015), Grover, Volocopter, Sunfire, Agile Robots und Enpal (2017).
Neuzugänge seit 2016 (Auswahl)
- 2016: Global Fashion Group (gegründet 2014)[14]
- 2018: BioNTech (2008)[14]
- 2018: Flix (2011)
- 2018: Celonis (2011)[15]
- 2019: N26 (2013)[16]
- 2019: GetYourGuide (2009)[17]
- 2021: Think-cell, Software, (2002)[18]
- 2021: infarm, Vertical Farming (2013)[19]
- 2021: Mambu, Banking-Software-Anbieter (2011)[20]
- 2021: Sennder, Digitale Spedition (2015)[21]
- 2021: Personio, Personal-Software-Plattform (2015)[22]
- 2021: Trade Republic (2015)[23]
- 2021: Scalable Capital (2014)[24]
- 2021: Enpal, Erneuerbare Energien (2017)[25]
- 2021: Agile Robots, Roboter-Hardware und -Software (2018)[26]
- 2021: Clark Germany, InsureTech (2015)[27]
- 2021: Razor Group, Konsumkonglomerat (2020)[28]
- 2022: Staffbase, digitale Plattform und App für Mitarbeiterkommunikation (2014)[29]
- 2022: OneFootball (2008)[30]
- 2022: DeepL, maschineller Übersetzungsdienst (2017)[31]
- 2022: Taxfix, Steuer-App[32]
- 2023: The Quality Group[33]
- 2023: Helsing, Software, KI für Rüstungszwecke (2021)[34]
- 2023: 1Komma5Grad[35]
- 2023: Synthesia[36]
- 2024: EGYM[37]
- 2024: Razor Group[38]
- 2025: Parloa[39]

### Österreich
- Bitpanda (2014)[40]
- GoStudent (2021)[41]

### Schweiz
- AutoForm[17]
- Climeworks[17]
- Numbrs Personal Finance[42]
- ADC Therapeutics[43]
- Wefox[43]

### Frankreich
- BlaBlaCar (2006)
- Deezer (2007)
- Exotec (2015)
- ManoMano (2021)